# Скорбящая мать (Находка)
Скорбящая мать — мемориал в городе Находке, установленный в 1979 году в память о рыбаках траулера «Бокситогорск», потерпевшего бедствие в Беринговом море.
Бронзовая скульптура женщины с ребёнком на руках высотою 7 метров обращена к заливу Находка. Позади скульптуры установлены два высоких пилона в виде корабельных парусов. У подножия на плите выбиты имена 24 погибших рыбаков. К памятнику по склону сопки Лебединой ведёт длинная лестница. Открытие памятника состоялось 9 июля 1979 года. Авторы: главный архитектор города Владимир Ремизов, скульптор Иконников, главный инженер проекта Самсонов.
БАМРовский траулер «Бокситогорск» 19 января 1965 года, находясь на промысле в Бристольском заливе Берингова моря, затонул от обледенения во время 10-балльного шторма. Погибли 24 члена экипажа, удалось спасти лишь мастера добычи Анатолия Охрименко. Постановлением администрации города от 15 января 1998 года 19 января было объявлено Днём памяти погибших рыбаков и моряков Находки. По традиции молодожёны возлагают цветы у мемориала.